# Alectroenas
Alectroenas (česky holub, toto jméno je však užíváno pro více různých rodů) je rod holubovitých ptáků, jenž se přirozeně vyskytuje na ostrovech západního Indického oceánu. Největšího zástupce tohoto rodu představoval holub lesní s asi 30 cm na délku.
Základní barva bývá sytě tmavě modrá, s kontrastujícím červeným, resp. bílým opeřením; výrazná bílá pera vyrůstají zvláště na krku a pták je může načepýřit.

## Systematika
Za taxonomickou autoritu rodu Alectroenas je pokládán George Robert Gray (1840), přičemž typovým druhem se stal dnes již vyhynulý holub lesní (A. nitidissimus). Alektruon je řecké označení pro kura domácího, oinas pak pro holubici. Ačkoli se zástupci tohoto rodu do jisté míry podobají africkému holubovi skvrnitému (Columba guinea), molekulární fylogenetika je klade spíše do příbuzenstva holubů rodů Ptilinopus a Drepanoptila (jediným zástupcem je holub novokaledonský, odb. Drepanoptila holosericea).
Mezinárodní ornitologická unie (IOC) rozeznává následující druhy rodu Alectroenas:
- Alectroenas madagascariensis (Linnaeus, 1766) – holub červenoocasý (Madagaskar)
- † Alectroenas nitidissimus (Scopoli, 1786) – holub lesní (Mauricius; vyhuben v 19. století)
- Alectroenas pulcherrimus (Scopoli, 1786) – holub bradavičnatý (severovýchodní Seychely)
- Alectroenas sganzini (Bonaparte, 1854) – holub modrobřichý (Komory a Aldabra [jihozápadní Seychely])

K nim se přidružuje i vyhynulý druh Alectroenas payandeei Hume, 2011, známý pouze ze subfosilních pozůstatků na ostrově Rodrigues. Ptáka ve svých zápiscích nezmiňují jedni z prvních stálých osadníků ostrova, François Leguat (1691–93) a Julien Tafforet (1725–26), od nichž jinak pocházejí cenné informace o původních druzích ostrova ještě před devastací zdejších biotopů. Dá se tedy očekávat, že holub na Rodriguesu vyhynul již před příchodem Leguata, možná vlivem krys, jež sem byly zavlečeny loděmi, které na ostrově v 17. století občasně kotvily. Dva blíže nepopsané druhy z rodu Alectroenas zřejmě žily i na Réunionu, resp. na seychelských ostrovech Providence a St. Pierre. V prvém případě existenci ptáka potvrzuje poměrně vágní zpráva holandského mořeplavce Willema Bontekoeho (1619), možná jej viděl i francouzský cestovatel Sieur Dubois (1671–72). Ve druhém případě se o ptákovi v jednom ze svých rukopisů zmiňuje důstojník Britského královského námořnictva Fairfax Moresby (1821–22).
Rod zahrnuje blízce příbuzné, alopatrické druhy, někdy hodnocené jako jeden superdruh. Předkové tohoto rodu mohli kolonizovat Maskarény, Seychely nebo dnes již ponořené ostrovy v regionu prostřednictvím metody „ostrovních skoků“. Teprve později odtud zřejmě kolonizovali Madagaskar.